# پالاکولو
پالاکولو (به انگلیسی: Palakollu) یک منطقهٔ مسکونی در هند است که در Palakollu Mandal واقع شده‌است. پالاکولو ۱۹٫۴۹ کیلومتر مربع مساحت و ۶۱٬۲۸۴ نفر جمعیت دارد و ۱٫۵ متر بالاتر از سطح دریا واقع شده‌است.